# Versenkreck
Ein Versenkreck ist eine Einrichtung zum Reckturnen in Sporthallen, bei der die Recksäulen bei Nichtbenutzung im Boden versenkt werden. Dies hat den Vorteil, dass die Recksäulen nicht abgebaut und in den Geräteraum verstaut werden müssen wie bei Steckreckanlagen oder einem Spannreck.
Die Erfindung des Versenkrecks geht auf den Sportwissenschaftler Hacker zurück und wurde viele Jahre von der Augsburger Turngerätefabrik Wallenreiter (heute Wallenreiter Sportgeräte) in Sporthallen eingebaut. Derartige Versenkrecke zeichnen sich durch einen Begehungsschacht aus, über den man die Reckanlage jederzeit zugänglich unter dem Sporthallenboden warten kann. Zumindest bis 2010 waren derartige Installationen voll funktionstüchtig in Gebrauch.
Aufgrund des baulich aufwendigen Wartungsschachtes werden Versenkreckanlagen seit ca. 1970 nicht mehr nach der Hacker-Konstruktion gebaut, sondern in einem geschlossenen System. Die Reckanlagen weisen keinen Zugangsschacht mehr aus; stattdessen werden die Recksäulen mit dem vollständigen Versenkmechanismus in einem Topfrohr eingebaut.

## Referenzen
- DIN 7903: Turn- und Gymnastikgeräte – Reckeinrichtungen – Versenkreck (heute: EN 12197: Turngeräte – Reck – Sicherheitstechnische Anforderungen und Prüfverfahren)